# منطقة زارما
زارما ( (بالقازاقية: Жарма ауданы)‏ هي إحدى مقاطعات منطقة آباي في شرق كازاخستان. المركز الإداري للمنطقة هو قالباتو (جيورجيفكا). يبلغ عدد السكان في المنطقة : 43,176 (تقديرات عام 2013).